# Michael Steiner (Künstler)

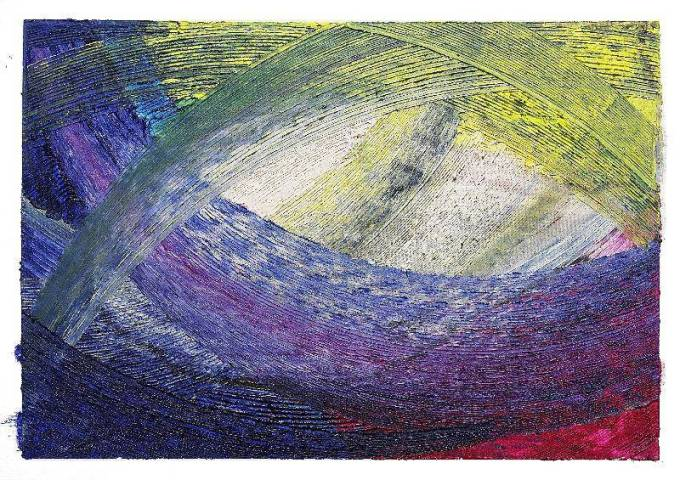
water, oyster, and pearl (2006) 100 × 140, Magnetic Painting, Öl auf Leinwand

Michael Steiner (* 1955 in Rietberg) ist ein deutscher bildender Künstler und Entwickler der Methode des Magnetic Painting.

## Leben
Steiner belegte 1977 ein Studium der Produktions- und Fertigungstechnik. 1978 begann er erste Übungen in bildender Kunst. 1988 erfand er ein Oberflächengestaltungsverfahren mittels Magneten.
1989 lernte er Aktzeichnen bei Woldemar Winkler. 1989 folgte die Teilnahme am internationalen SYRLIN-Kunstpreis. 1990 erlernte er freie künstlerische Gestaltung bei Jochen Jäger. 1994 erfolgte die Erteilung des Patents Magnetic Painting.
Im selben Jahr nahm er am PRIX ARS ELECTRONICA in Linz teil. 1997 folgte die Teilnahme am 17. Kunstpreis der Kreissparkasse Esslingen-Nürtingen. Ebenfalls 1997 wurde ein Aufsatz über Steiner in der P.M. Neue Kunsttechnik – Malen mit Magneten veröffentlicht.

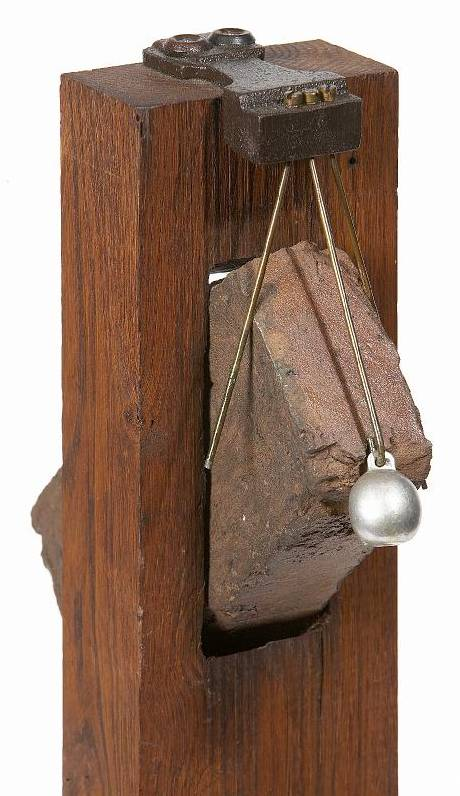
Langeheroog (2007) 25 × 90 × 30, Holz, Ziegelstein, Uhrwerkteile

Auch 1997 hatte er eine Ausstellung im Rahmen des Südwest-LB-Druckgrafik-Kunstpreises in Stuttgart. 2003 folgte eine Ausstellung im Kunstraum Soltau. 2007 hatte er unter dem Titel 8 Kraftschafften und weitere Farbschlachten eine Einzelausstellung im Raum für Kunst Paderborn. Im selben Jahre beteiligte sich Steiner noch an einer Ausstellung im MARTa Herford im Rahmen des Recycling-Kunstpreises. Ebenfalls im MARTa stellte er im Rahmen des Recycling-Designpreises 2008 Design-Objekte aus. 2009 war seine Installation „Geo Metrie 2008ff“, mit der das Finanzmarktstabilisierungsgesetz (FMStG) thematisiert wird, im Kiosk24 in Herford zu sehen.

## Werk

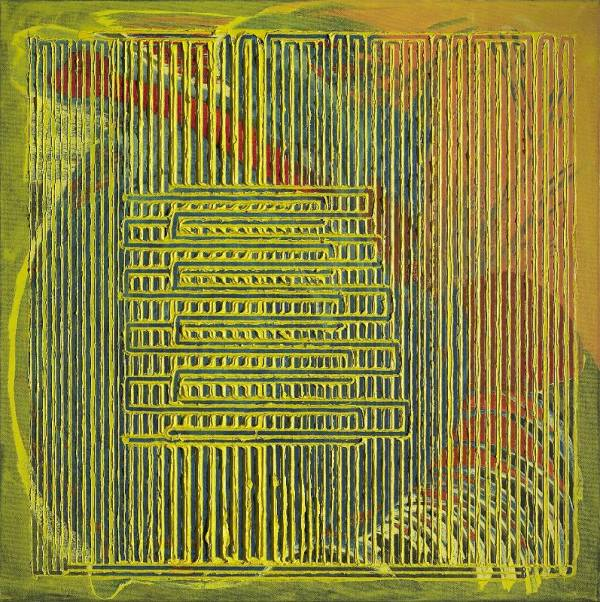
Supermanns Albtraum (2005) 100 × 100, Magnetic Painting, Öl auf Leinwand

Steiner bedient sich magnetischer Kräfte und selbst entwickelter Maschinen, um Farbe auf Leinwand zu formen. Zudem fertigt er aus verschiedenen Materialien Plastiken, Installationen und Designobjekte.
Indem er serielle Techniken benutzt und gleichzeitig den Produktionsprozess den Zufälligkeiten zwischen magnetischen Kräften und Farbe aussetzt, wird die Präzision der Maschine ausgehebelt und so zum Paradoxon.
Zunächst bediente er sich traditioneller Methoden bildnerischen Gestaltens, um Spannungen zwischen Fläche und Raum zu verdeutlichen. Die Erfahrung des Raumes durch Konstruktion desselben führte ihn dann zu der Methode der iterativen Gestaltung. Die so entstehenden Werke wirken durch ihre geformten Farben und das Streben von der Fläche in die dritte Dimension.